# 小行星3019
小行星3019（3019 Kulin）是一颗围绕太阳公转的小行星。1940年1月7日，庫林·捷爾吉在布达佩斯发现了此天体。
該小行星以發現者庫林·捷爾吉命名。
这颗小行星的绝对星等为317.0192996582947等。